# Myszoskoczka wyżynna
Myszoskoczka wyżynna (Gerbillus brockmani) – gatunek ssaka z podrodziny myszoskoczków (Gerbillinae) w obrębie rodziny myszowatych (Muridae), występujący na Półwyspie Somalijskim.

## Zasięg występowania
Myszoskoczka wyżynna znana jest tylko z miejsca typowego w północnej Somalii.

## Taksonomia
Gatunek po raz pierwszy zgodnie z zasadami nazewnictwa binominalnego opisał w 1910 roku brytyjski zoolog Oldfield Thomas, nadając mu nazwę Dipodillus brockmani. Holotyp pochodził z Burao, 85 mi (137 km) na południe od Berbery, w Somalii.
G. brockmani jest traktowany jako ważny gatunek do czasu ewentualnej rewizji jego statusu. G. brockmani jest bardzo podobny do G. somalicus, który również występuje w Somalii. Bywał uznawany za synonim G. nanus, jednak brakuje dowodów, aby G. nanus występował na sąsiednich obszarach. Relacje filogenetyczne G. brockmani z innymi myszoskoczkami wymagają dalszych badań. Autorzy Illustrated Checklist of the Mammals of the World uznają ten takson za gatunek monotypowy.

### Etymologia
- Gerbillus: fr. gerboa lub jerboa „myszoskoczek”, od arab. ‏جَرْبُوع‎ jarbū „mięśnie grzbietu i lędźwi”; łac. przyrostek zdrabniający -illus[7].
- brockmani: ppłk Ralph Evelyn Drake-Brockman (1875–1952), British Army, brytyjski zoolog i członek Zoological Society of London[8].

## Morfologia
Długość ciała (bez ogona) 71–84 mm, długość ogona 106–117 mm, długość ucha 11–13 mm, długość tylnej stopy 21–22 mm; brak danych dotyczących masy ciała. 

## Biologia
Siedlisko myszoskoczki wyżynnej znajduje się w suchym, pagórkowatym terenie. Niewiele wiadomo o tym gatunku; prowadzi naziemny tryb życia.

## Populacja
Zasięg tego gatunku nie jest dobrze określony, nie jest znany trend rozwoju populacji ani ewentualne zagrożenia; nie wiadomo, czy występuje w obszarach chronionych. Międzynarodowa Unia Ochrony Przyrody nie określa obecnie kategorii zagrożenia ze względu na niedobór informacji. Czerwona księga gatunków zagrożonych z 1996 roku stwierdzała, że jest to gatunek najmniejszej troski.